# Москвич-2140
Москвич-2140 — советский заднеприводный автомобиль III группы малого класса с кузовом типа седан, выпускавшийся в Москве на заводе АЗЛК с 1975 по 1988 год. Представлял собой глубоко модернизированный вариант модели «Москвич-412».
Москвич-2138 — вариант того же автомобиля с двигателем модели М-408, выпускавшийся до 1982 года. Модель продавалась за пределами СССР, в том числе в Европе, особенно в традиционно приобретавших много советских автомобилей странах, таких как Финляндия и Греция, или в Скандинавии. «Отвёрточная» сборка М-2140 из советских машинокомплектов осуществлялась в городе Ловеч (НРБ) в 1976—1986 гг. в объёме до 20 тыс. в год.
Широко использовался государственными службами как в СССР, так и за его пределами. 

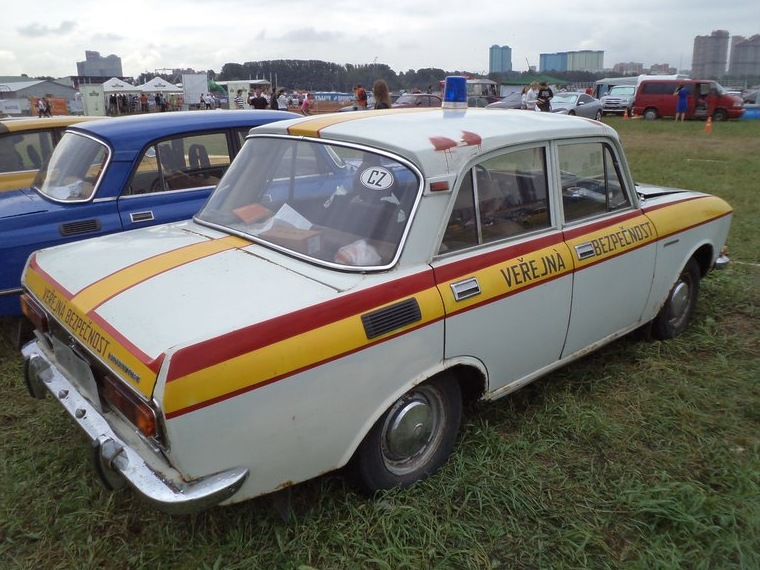
Veřejná bezpečnost («Вэжейна бэзпэчност») — Служба общественной безопасности ЧССР

## История создания
К середине семидесятых годов АЗЛК оказался в трудном положении. Базовая модель — «Москвич-412» — быстро устаревала, стремительно теряя спрос на валютных рынках. Полным ходом шла разработка принципиально нового автомобиля, промежуточного по классу между «Москвичом» и «Волгой» (см. статьи Москвичи серии 3-5 и Москвичи серии С), однако серийный выпуск сдерживало то, что в ходе реконструкции конца 1960-х годов на заводе было установлено рассчитанное на выпуск автомобилей семейства «408-412» современное импортное производственное оборудование, затраты на которое только начинали окупаться. В связи с этим переоснащение АЗЛК под выпуск полностью новой модели вызывало проблемы. Кроме того, старые кадры покидали завод. Ушли на пенсию главный конструктор А. Ф. Андронов и главный художник, создатель «Москвича-408», Б. С. Иванов. В таких условиях «подтянуть» продукцию АЗЛК к уровню ВАЗ-ов, а также несколько оживить экспорт должна была масштабная модернизация «Москвича» текущей модели.
Работы над модернизацией были начаты в 1973 году. С самого начала велась модернизация кузова для обоих семейств — «Москвич-1500» и «Москвич-1360», являвшихся логическим продолжением хорошо известных и давно производившихся моделей М-412 и М-408. Агрегаты и узлы базовых машин, за исключением силового агрегата, предусматривались одинаковыми. Наряду с собственной заводской командой инженеров и дизайнеров, над проектами модернизации «Москвича-412» работали и иностранные фирмы — заказы были выданы германской фирме Porsche Design и парижской студии CEI американского дизайнера Раймонда Лоуи при посредничестве ВНИИТЭ. Однако альтернативные иностранные проекты были отвергнуты — так, проект «Порше» при значительных вложениях практически не сказывался на внешнем виде автомобиля и выглядел скорее как спортивная версия текущей модели, чем полноценный рестайлинг.
Первые серийные М-2140 начали сходить с конвейера в декабре 1975 года. Переход от модели «Москвич-412» к «Москвич-2140» был постепенным — некоторые машины самого раннего выпуска сохраняли часть кузовных панелей и деталей интерьера от старой модели.
После начала выпуска началась разработка модификации «СуперЛюкс» (SL), в первую очередь нацеленной на экспортные рынки.

## Модернизации / Хронология производства
В соответствии с действовавшей отраслевой нормалью, рестайлинговый седан «Москвич» с двигателем УЗАМ-412 получил индекс «Москвич-2140», модификация с двигателем М-408 обозначалась как «Москвич-2138». Обозначения других версий также привели в соответствие с Нормалью: с двигателем М-408 — «Москвич-2136» (универсал) и «Москвич-2733» (фургон), ранее — модели 426 и 433; с двигателем УЗАМ-412 — «Москвич-2137» (универсал) и «Москвич-2734» (фургон), ранее — модели 427 и 434.
С октября 1978 года выпускалась «сельская» версия-модификация М-21406, оснащавшаяся дефорсированным двигателем УЗАМ-412Д (68 л. с.), работавшим на низкооктановом бензине А-76, а также передними барабанными тормозами (позволявшими применять тормозную жидкость БСК, не столь дефицитную в деревнях, как «Нева»), усиленными рессорами и пружинами, задней буксирной проушиной, шинами с универсальным рисунком протектора, защитой картера двигателя. Дефорсированный двигатель при условии настройки угла зажигания работал и на высокооктановом бензине. Внешне такие машины отличались хромированными колпаками ступиц колёс и хромированными гайками, отсутствием обогрева заднего стекла, подголовниками-решётками вместо мягких дермантиновых, отсутствием хромированных ободков на лобовом и заднем стёклах, надписи «Москвич» на передних крыльях, шильдика «1500» сзади, а также жалюзи радиатора. Позднее автомобиль мог комплектоваться и дисковыми передними тормозными механизмами.
С ноября 1979 года был освоен выпуск модификации М-21403 с двигателем УЗАМ-412Д и ручными органами управления, предназначенной для инвалидов с ограниченной подвижностью ног. Ручные рычаги тормоза и сцепления находились по обе стороны от рулевого колеса. Это принуждало выпускать руль из рук при одновременном их нажатии. «Запорожец» этим недостатком не обладал, так как эти самые рычаги нажимались одной рукой. Интересно, что органы соцобеспечения компенсировали инвалиду-ветерану стоимость только базовой инвалидной модели «Запорожец», а разницу в цене с «Москвичом» (порядка 4 тыс. руб. в середине восьмидесятых) надо было оплачивать за свой счёт.
С ноября 1980 года начался выпуск модификации М-2140-117 («СуперЛюкс») или Москвич-1500 SL. Автомобиль получил новую — так называемую «низкую» — приборную панель и иную отделку салона, производства югославской фирмы «Сатурнус» (Saturnus), а также — новые задние фонари, более широкие пластиковые бамперы (своей массивностью напоминавшие устанавливавшиеся на версии европейских автомобилей для американского рынка и делавшие машину несколько неуклюжей) с матовыми серебристыми накладками и молдинги, также югославского производства.
Отдельные партии автомобилей как базовой модели «2140», так и его «люксовой» модификации впервые в отечественной практике окрашивали «металликом» (в данном высказывании имеется в виду современная двухкомпонентная эмаль-«металлик» — однокомпонентная рефлексная краска-«металлик» на нитроцеллюлозной основе использовалась в СССР ещё в 1930-е годы; голубая, зеленёная, бежевая и серая рефлексные нитроцеллюлозные эмали на рубеже 50-х и 60-х годов входили в перечень используемых для окраски кузовов легковых автомобилей и использовались на отдельных партиях машин; при переходе на синтетические эмали применение рефлексной окраски в СССР на время приостановилось). Именно Москвич-1500SL в 80-х стал основной экспортной продукцией АЗЛК, если не считать сборочных комплектов М-2140 для НРБ, но распространения за пределами рынков стран СЭВ не получил.
25 августа 1980 года с конвейера сошёл трёхмиллионный автомобиль марки «Москвич» — это была машина модели «2140». Оригинальный трёхмиллионный автомобиль (2140—117) был разбит на обкатке. 17 сентября 1986 года с конвейера сошёл четырёхмиллионный автомобиль марки «Москвич», этим автомобилем был Москвич-1500 SL.
Двигатель М-408 уже в середине 70-х считался устаревшим и маломощным (50 л. с.), не обеспечивающим достаточных динамических качеств. Поэтому в 1981 году его производство на АЗЛК было свёрнуто и комплектация таким двигателем автомобилей «Москвич» прекращена.
В 1981-82 годах «Москвич-2140» прошёл несколько этапов модернизации в ходе которых: началась комплектация машин новыми передними сиденьями с улучшенной эргономикой, появился новый задний мост, передние двери новой конструкции (без форточек), улучшены замки дверей, капота и багажника. Модифицировано рулевое управление, подвеска и механизм переключения передач, а так же появились амортизаторы улучшенной конструкции. Так же были существенно доработаны системы вентиляции и отопления салона, машина стала оснащаться новыми ремнями безопасности. Вместе с тем, внешний вид автомобиля был сильно упрощён — исчезли декоративные хромированные колёсные колпаки, панель задка перестала окрашиваться в чёрный цвет, хромированная окантовка решётки радиатора, шильдики на передних крыльях и под задним правым фонарём так же были упразднены, надпись на крышке багажника сменилась с английской «Moskvich» на русскую «Москвич». Крупная заводская эмблема в виде щита на решётке радиатора была заменена скупой надписью «АЗЛК» (или «AZLK»). С 1984 года кузова начали штамповать из стали производства металлургического завода «Запорожсталь», вместо ранее использовавшегося проката от немецкого концерна AG Krupp. В целях унификации и удешевления, в салоне начали устанавливать руль от 2140 SL (отличался менее крупной ступицей) и пластиковые подголовники сидений от этой же модели взамен мягких матерчатых. Ранее, в 1978 году, отказались от габаритных огней на задних стойках кузова, а поначалу унаследованные от 412-го металлические «клыки» бамперов с резиновыми накладками уступили место полностью полиуретановым. Около 1985 года уголки бамперов также стали делать из пластмассы, по типу ВАЗ-2106. В дальнейшем, в течение 1986 - 1988 годов, в конструкцию уже окончательно устаревшей модели продолжали вносить изменения, которые были направлены на удешевление машины: в 1987 году были упразднены пепельницы в обшивках задних дверей и металлические накладки на месте стыка сварного шва крыши и задних стоек, отказались и от хромированных молдингов уплотнителей стёкол. После снятия с производства модели 2140 SL окраска кузовов эмалями типа «металлик» так же была прекращена. 
Производство фургона М-2734 было свёрнуто в 1983 году, универсала М-2137 — в 1985 году, модификации седана — М-21406, М-21403 и М-2140-117 — в 1987 году; базовой версии М-2140 и пикапа М-2315, с целью ускорения массового производства новой переднеприводной модели Москвич-2141 — с июля 1988 года.

## Модификации

### Семейство «1500»
- Москвич-2140 — базовый седан семейства «1500». Производился в 1975—1988 гг.;
- Москвич-2140Д — модификация седана с дефорсированным двигателем УЗАМ-412Д под бензин А-76. Особо дефицитная модификация из-за относительной дешевизны и большей распространённости 76-го бензина (особенно в провинции);
- Москвич-214006(214007) — экспортная модификация;
- Москвич-2140-117 (он же Москвич-2140SL) — версия «Люкс». Производилась в 1980—1987 гг.;
- Москвич-214006(7)-117 — версия «Люкс», экспортная модификация;
- Москвич-2140-121 — модификация такси, с дефорсированным двигателем под бензин А-76, таксометром и обивкой из кожзаменителя. Производилась в 1982—1987 гг.;
- Москвич-21403 — модификация с ручным управлением для инвалидов. Производилась в 1979—1987 гг.
- Москвич-21406 — модификация для сельской местности с дефорсированным двигателем, барабанными тормозами всех колёс, усиленной рессорной подвеской и буксировочными проушинами. Производилась в 1978—1987 гг.;
- Москвич-21401 — модификация для медицинской службы;
- Москвич-21402 — экспортная модификация с правым рулём. Модификация М-214026 предназначалась для умеренного, а М-214027 для тропического климата;
- Москвич-2315 — коммерческая модификация с кузовом пикап, собиравшаяся мелкими партиями в 1984—1988 гг. на базе бракованных кузовов седан и универсал;

- Москвич-2137 — базовый универсал семейства «1500». Производился в 1976—1985 гг.;
- Москвич-2734 — коммерческий фургон. Производился в 1976—1983 гг.
- Moskvitch 1600 Rallye — раллийная модификация, омологированная в 1976 году по международной группе 2, класс 8 (до 1600 см³.). Основные отличия от базовой модели — форсированный двигатель 412-2В (412Г) с двухвальной восьмиклапанной ГБЦ, объёмом 1.6 литра, мощностью 130 л. с., принципиально новая коробка передач КП-9 либо КП-10. Факт официальной омологации данной модификации примечателен тем, что по группе 2 омологировались серийные машины с доработками, тираж омологируемых автомобилей должен составлять не менее 1000 штук. Однако, ни двигатель с двумя распределительными валами, ни коробки передач КП-9 и КП-10 серийными агрегатами не являлись, и не устанавливались на серийные экземпляры[источник не указан 1599 дней].

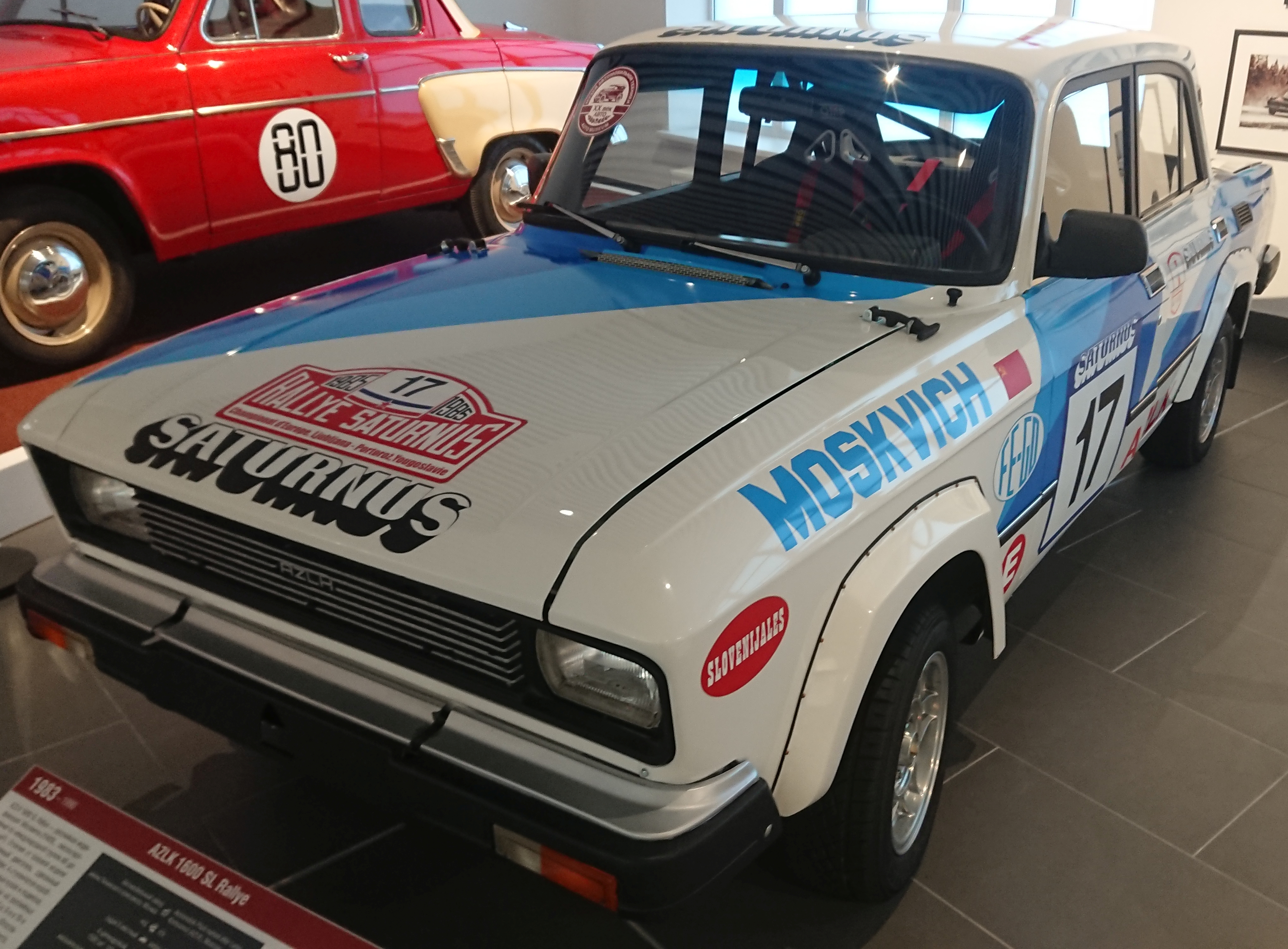
AZLK 1600 SL Rallye

- AZLK 1600 SL Rallye — раллийная модификация, омологированная в 1983 году по международной группе А6 (до 1600 см³.). Основные отличия от базовой модели — форсированный двигатель объёмом 1.6 литра, мощностью 145 л. с. (использовались сдвоенные карбюраторы Weber 45DCOE), КПП КП-9, 2 амортизатора на каждое колесо, передние дисковые тормоза с четырёхпоршневыми суппортами, передние и задние стабилизаторы поперечной устойчивости, на заднем мосту автомобиля был установлен параллелограмм Уатта. На SL RALLYE советские раллисты неоднократно принимали участие в зарубежных соревнованиях, в частности, югославском ралли «Сатурнус», стабильно занимая места в первой десятке финишировавших. В 1985 году на ралли «1000 озёр» в Финляндии, Валерий Филимонов, пилотируя данный автомобиль, занял 26-е место в абсолютном зачёте, и третье место в классе автомобилей с объёмом двигателя до 1.6 литра[5].

Вид обозначения Москвича 2140 следующий -
- 214000-000-412Э_-ББ где 2140000 это модель (см. выше), 000/001 — комплектация (различалась отделкой (ткань/велюр), наличием фароочистки, такси, люкс, потом код двигателя, ББ — код карбюратора.

### Семейство «1360»
- Москвич-2138 — базовый седан семейства «1360». Производился в 1975—1981 гг.;
- Москвич-21381 — модификация для медицинской службы. Производилась в 1976—1981 гг.;
- Москвич-2136 — универсал семейства «1360». Производился с мая 1976-го по 1981 год, официально собран единственный экземпляр, но при недопоставках двигателей УЗАМ-412 с Уфимского моторостроительного завода для выполнения годовых планов производились отдельные партии таких маломощных универсалов, которые поставлялись только госорганизациям;
- Москвич-2733 — коммерческий фургон. Производился в 1976—1981 гг.

## Варианты решёток радиатора

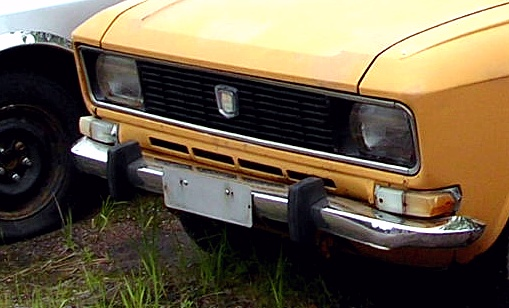
М-2140 с 1975 по 1982 год
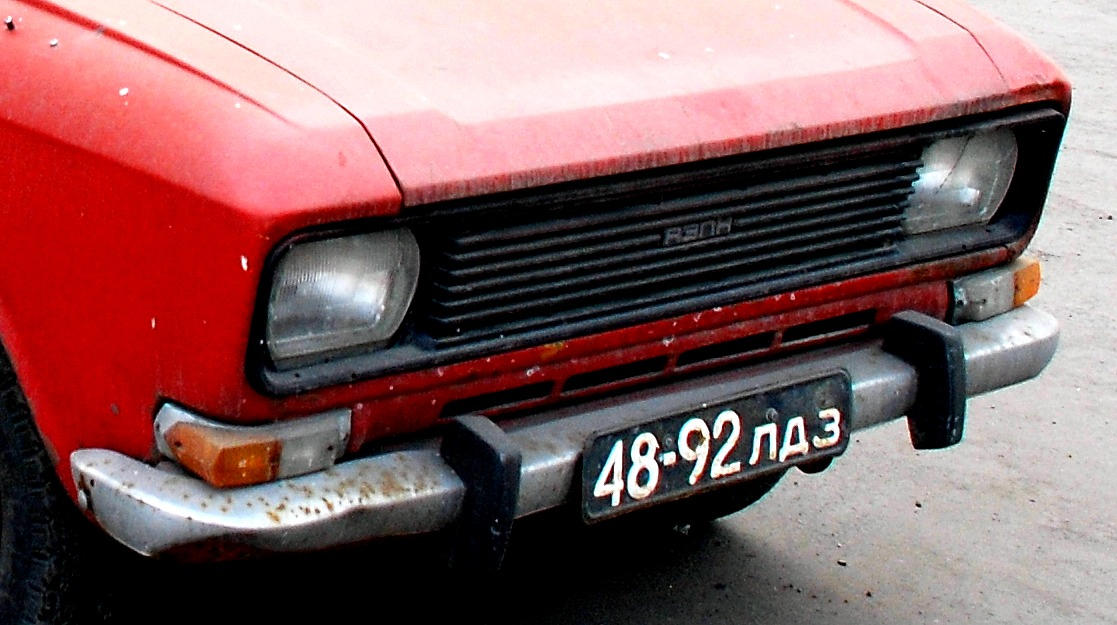
М-2140 с 1982 по 1988 год

## Описание конструкции

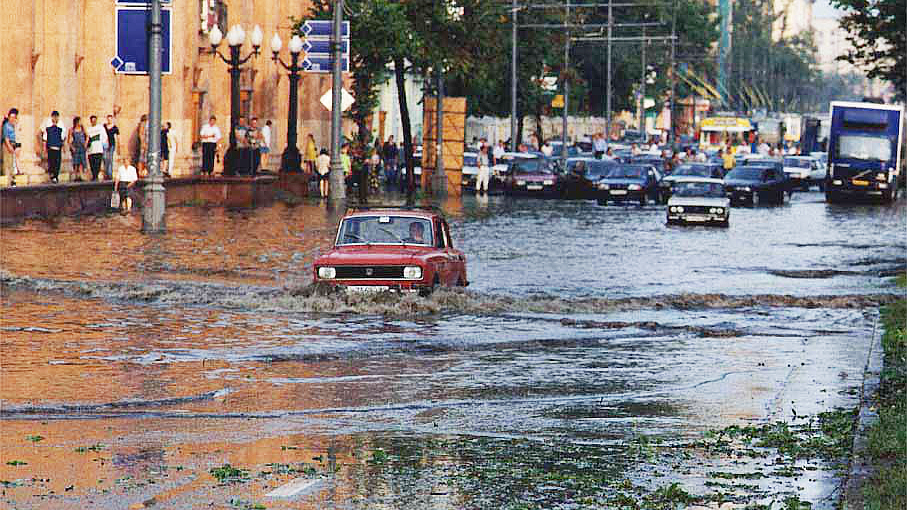
Москвич−2140 преодолевает водную преграду, внезапно возникшую после ливня с градом в Москве летом 1996 года у здания № 32/2 по Ленинградскому проспекту, где находились ресторан «Яр», гостиница Советская и театр «Ромэн»

«Москвич-2140» был оснащён отвечавшими международным стандартам передними дисковыми тормозами, суппорта которых имели по две пары рабочих цилиндров, двухконтурной системой магистралей с аварийной контрольной лампой утечки тормозной жидкости, и вакуумным усилителем.
Появился новый салон с травмобезопасными панелью и рулём и современной системой органов управления, а также сиденьями с подголовниками. Предусматривалась отделка интерьера перфорированным кожзаменителем или ворсистой тканью, разнообразных цветов и их комбинаций (чисто чёрный, тёмно-серый с чёрным, бордовый с малиновым, тёмно-зелёный с малахитовым, и т.д.).
Система световой сигнализации пополнилась аварийной сигнализацией (примечательно, что система аварийной сигнализации появилась на «Москвиче» раньше, чем на «Жигулях»), контрольной лампой включения наружного освещения, некоторые автомобили имели обогрев заднего стекла, стоп-сигналы и указатели поворотов днем горели более ярко, ночью же для предотвращения ослепления водителей сзади идущих машин — слабее, переход на «ночной» режим происходил автоматически при включении наружного освещения.
В 1976 году аналогичную модернизацию прошли универсалы и фургоны, получившие переднее оперение, оборудование салона и тормозную систему по типу «Москвича-2140».

## Образцы документов

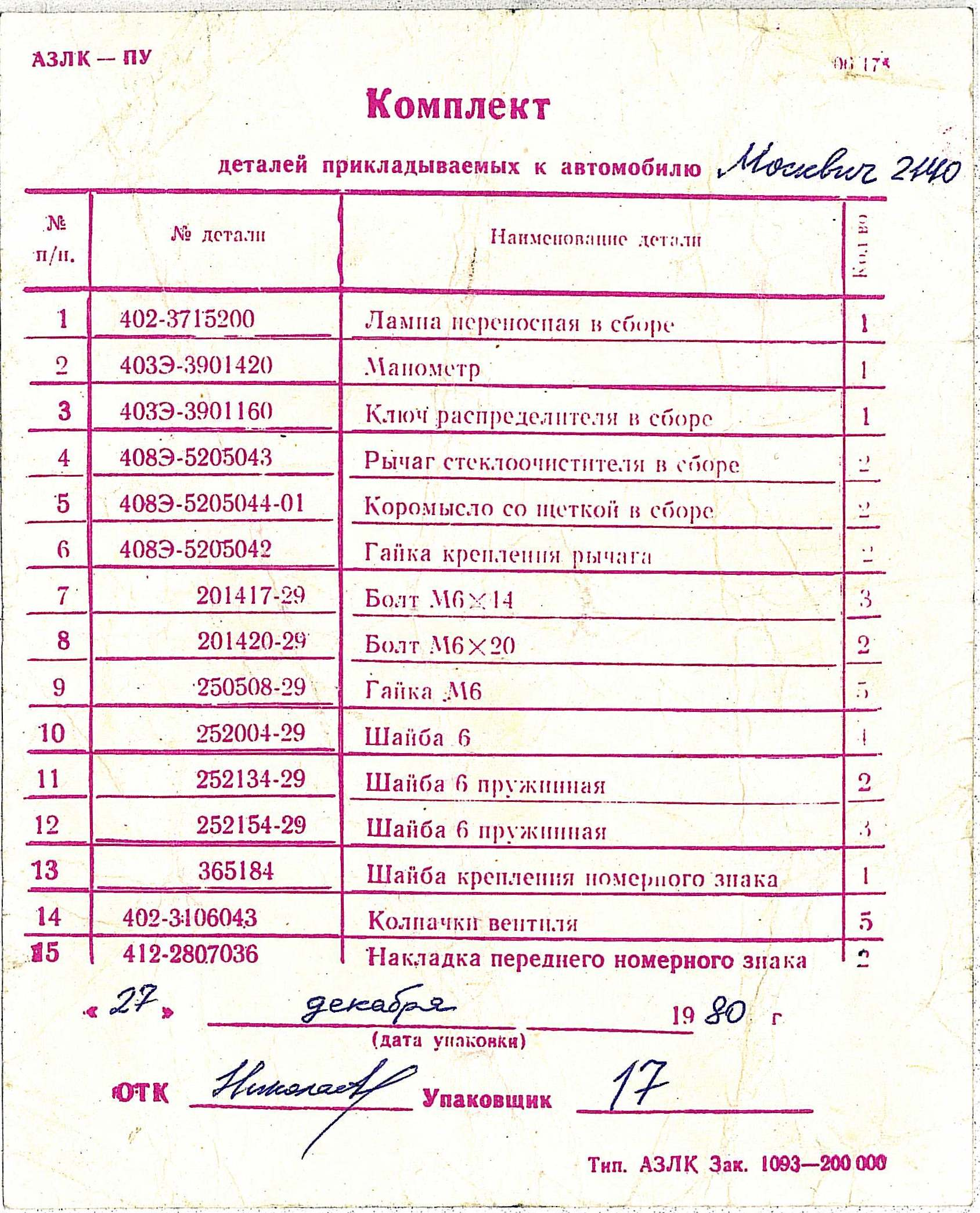
Комплектность поставки автомобиля, 1***
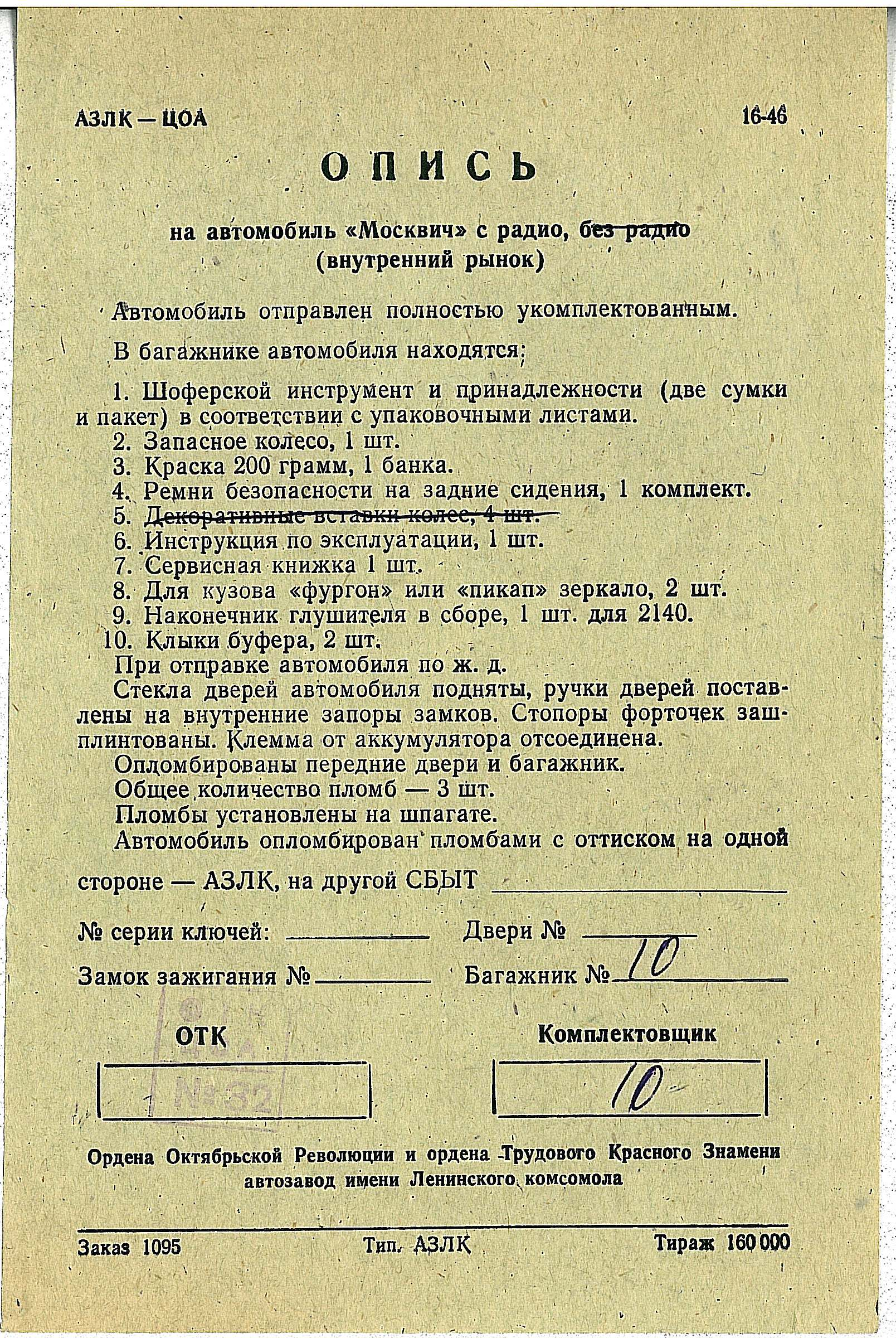
Опись при отправке с АЗЛК на внутренний рынок, 1980
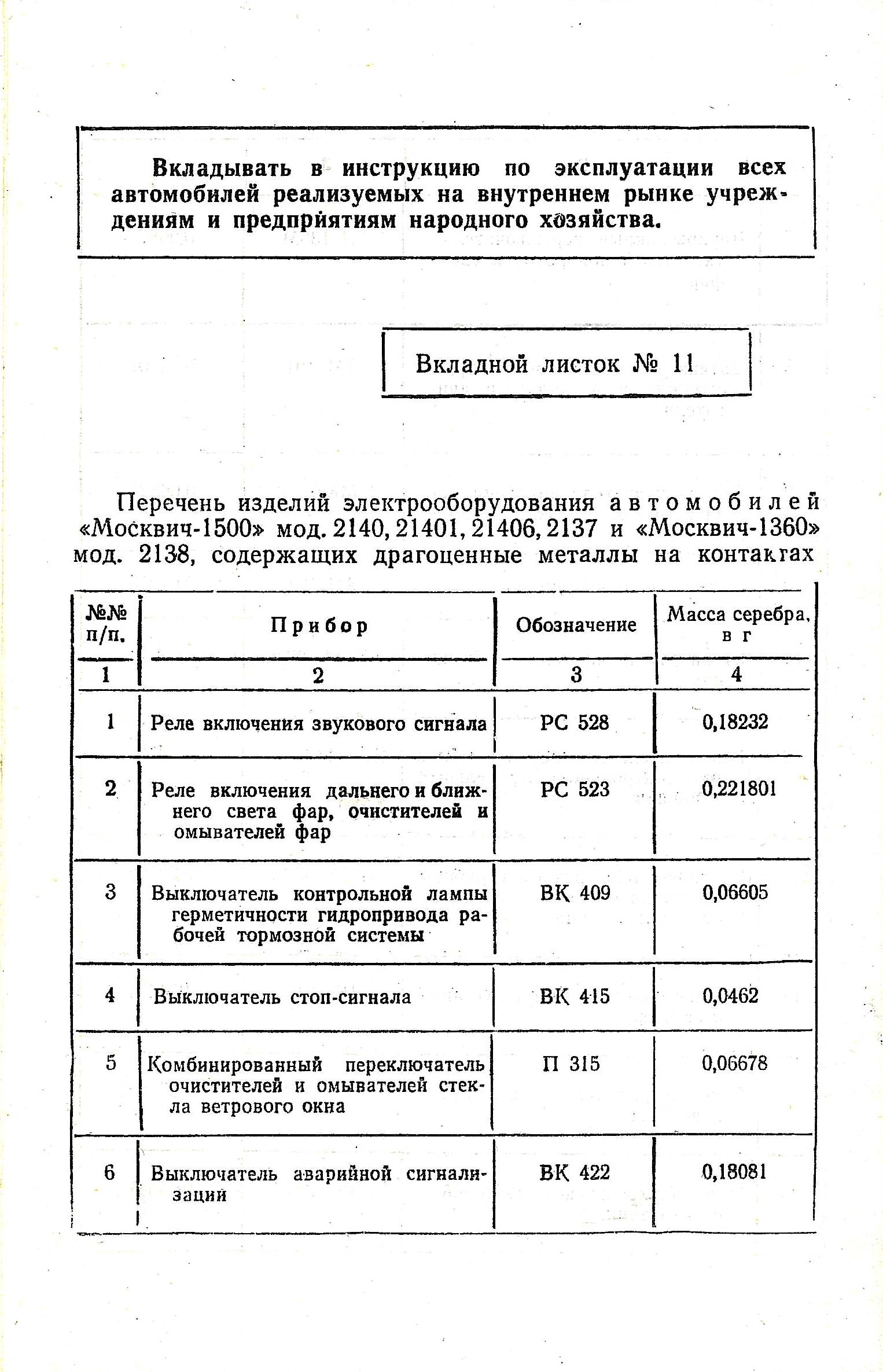
Перечень драгметаллов автомобиля для учреждений и предприятий народного хозяйства СССР, 1981

## Цветовая палитра
Автомобили Москвич-2140 (и модификации) красили в следующие цвета:
- Арктика — 1976—1979,
- Пицунда — 1976—1981,
- Реклама — 1976,
- Рубин — 1983—1988,
- Кара-кум — 1976,
- Золотое руно — 1976—1978,
- Коррида — 1976—1977,
- Матадор — 1977—1979,
- Магма — 1978—1981,
- Крон — 1976—1978,
- Цитрон — 1979—1981,
- Флора — 1979—1984,
- Сенеж — 1981−1984,
- Кипарис — 1976—1986,
- Лиана — 1985−1988,
- Пихта — 1987−1988,
- Камыш — 1985—1988,
- Кентавр — 1981—1985,
- Таврия — 1985—1988,
- Светло-зелёный(Карелия) — 1983−1987,
- Манго — 1985—1986,
- Мимоза — 1981—1984,
- Терракот — 1985—1988,
- Вишнёвый — 1988,
- Ладога — 1976—1979,
- Онега — 1979—1984,
- Лотос — 1981—1986,
- Босфор — 1985,
- Гоби — 1985—1988

Металлики:
- Орфей (предсерийные образцы, на выставочных экземплярах и для рекламы) - 1975,
- Форель — 1977,
- Садко — 1977—1978,
- Аллигатор — 1977—1978,
- Снежная королева — 1979—1988,
- Страдивари — 1979—1985,
- Дельфин (не серийно) — 1987-1988

## Оценка модели
Как вспоминал бывший в те годы одним из ведущих дизайнеров завода Игорь Зайцев:

Планировалось, что в 1973—1975 годах они заменят на конвейере существующую модель, поэтому их называли образцами серии 3-5. Машины получались грубыми, устаревшими. Кроме того, было очевидно, что освоить на модернизированном производстве совершенно новую модель нереально — не хватит ни времени, ни средств. Поэтому решили обойтись модернизацией «четыреста двенадцатого». Так появился Москвич-2140.

## В автоспорте

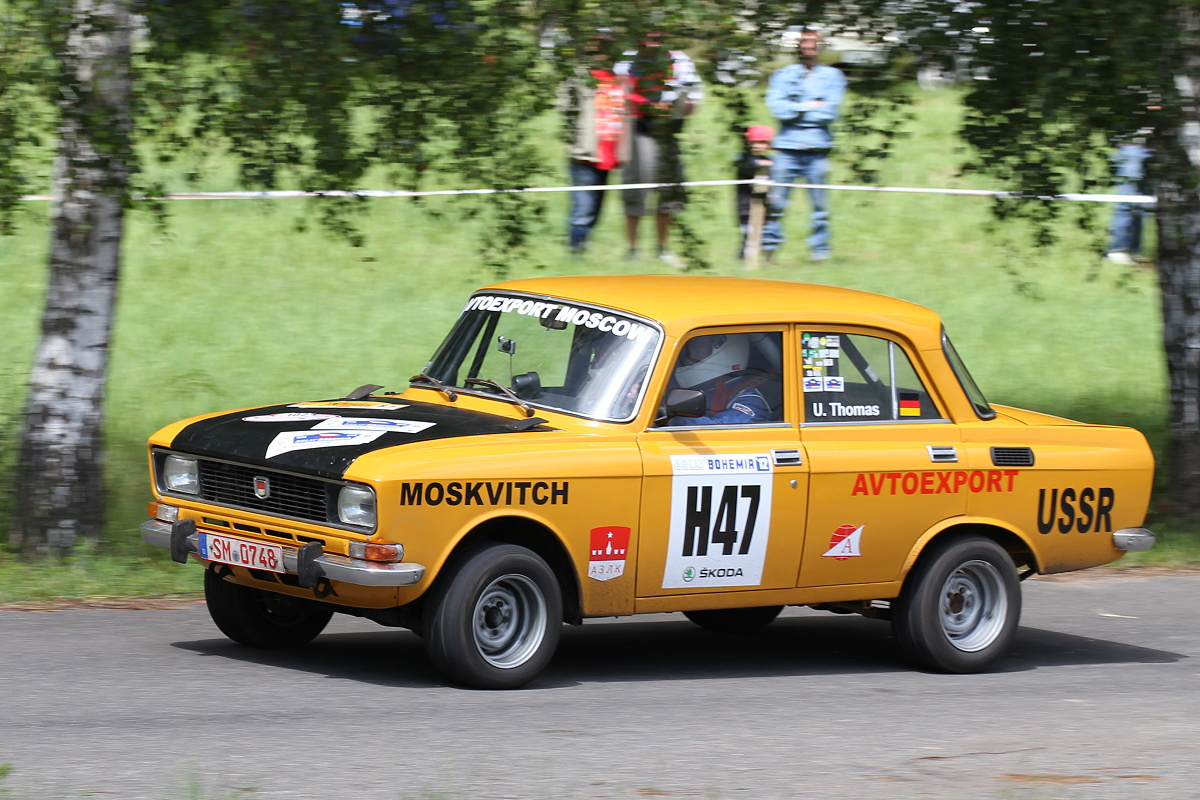
Раллийный Москвич-2140

Москвич-2140 активно использовался заводской командой АЗЛК в автоспорте, главным образом в зимних трековых гонках и в ралли (в 1976—1988 годах). На них неоднократно одерживались победы на этапах чемпионата СССР по ралли. Было выиграно три этапа Кубка Дружбы социалистических стран по ралли. Также заводские спортсмены неоднократно стартовали на этапах чемпионата Европы по ралли, проходивших в соцстранах (пять раз становились призёрами в своём классе), и на этапах чемпионата мира по ралли, в Финляндии (три раз становились призёрами в своём классе). При этом в раллийных гонках использовались как непосредственно версия Москвич-2140, так и спортивные варианты Москвич-2140SL.